# Datsun 13
La Datsun 13 è un'autovettura di piccole dimensioni costruita dalla casa automobilistica giapponese Datsun dal 1934 al 1935.

## Storia
Rispetto alla Datsun 12, che sostituì, la Datsun 13 fu oggetto di rivisitazioni stilistiche, operate ad esempio sulla calandra, che ora era leggermente a forma di cuore ed era completamente cromata. Le fessure sui lati del cofano ora non erano più verticali, ma avevano la stessa angolazione (10 gradi) della nuova calandra. Si ampliò l'offerta delle carrozzerie a listino. Rispetto alla Datsun 12, era disponibile, oltre alla roadster, alla turismo e alla berlina, anche la versione furgone. Per la prima volta venne anche realizzata una versione autocarro, il Datsun 13 Truck.
Il motore e la trasmissione corrispondevano a quelli della Datsun 12. Il motore era pertanto un quattro cilindri da 748 cm³ di cilindrata che erogava una potenza di 12 CV. Il telaio era costruito nello stabilimento di Osaka dalla Divisione Automotive dell'azienda Tobata Casting. Nel dicembre 1933, la Tobata Castings si fuse con la Nihon Sangyo Co. Dopo la fusione, la nuova azienda cambiò nome in Jidosha Seizo. Quando quest'ultima si quotò nella borsa di Tokyo, le azioni furono quotate con il nome di Ni-San (abbreviazione di "Nihon Sangyo"). Tuttavia, nel 1934 la dirigenza della Jidosha Seizo decise di adottare come nuovo nome dell'azienda l'abbreviazione di borsa. Nacque così la Nissan, casa automobilistica attiva tuttora.
La versione berlina della Datsun 13 aveva le portiere incernierate posteriormente, ed era molto apprezzata dai tassisti. La Datsun 13 fu il primo veicolo esportato fuori dal Giappone. Nel 1934 furono esportate 44 unità, principalmente in Sudafrica e Australia. La Datsun 13 fu costruita dall'aprile 1934 al marzo 1935 per un totale di 880 veicoli realizzati solo nel 1934.